# Star Life
 (janvier 2024).
La mise en forme du texte ne suit pas les recommandations de Wikipédia : il faut le « wikifier ».
Les points d'amélioration suivants sont les cas les plus fréquents :
- Les titres sont pré-formatés par le logiciel. Ils ne sont ni en capitales, ni en gras.
- Le texte ne doit pas être écrit en capitales (les noms de famille non plus), ni en gras, ni en italique, ni en « petit »…
- Le gras n'est utilisé que pour surligner le titre de l'article dans l'introduction, une seule fois.
- L'italique est rarement utilisé : mots en langue étrangère, titres d'œuvres, noms de bateaux, etc.
- Les citations ne sont pas en italique mais en corps de texte normal. Elles sont entourées par des guillemets français : « et ».
- Les listes à puces sont à éviter, des paragraphes rédigés étant largement préférés. Les tableaux sont à réserver à la présentation de données structurées (résultats, etc.).
- Les appels de note de bas de page (petits chiffres en exposant, introduits par l'outil «  Source ») sont à placer entre la fin de phrase et le point final[comme ça].
- Les liens internes (vers d'autres articles de Wikipédia) sont à choisir avec parcimonie. Créez des liens vers des articles approfondissant le sujet. Les termes génériques sans rapport avec le sujet sont à éviter, ainsi que les répétitions de liens vers un même terme.
- Les liens externes sont à placer uniquement dans une section « Liens externes », à la fin de l'article. Ces liens sont à choisir avec parcimonie suivant les règles définies. Si un lien sert de source à l'article, son insertion dans le texte est à faire par les notes de bas de page.
- La présentation des références doit suivre les conventions bibliographiques. Il est recommandé d'utiliser les modèles {{Ouvrage}}, {{Chapitre}}, {{Article}}, {{Lien web}} et/ou {{Bibliographie}}. Le mode d'édition visuel peut mettre en forme automatiquement les références.
- Insérer une infobox (cadre d'informations à droite) n'est pas obligatoire pour parachever la mise en page.

Pour une aide détaillée, merci de consulter Aide:Wikification.
Si vous pensez que ces points ont été résolus, vous pouvez retirer ce bandeau et améliorer la mise en forme d'un autre article.
 (janvier 2024).
Star Life est une œuvre d’art vidéo réalisée en 1990 par l’artiste français Philippe Andrevon. Star Life a reçu plusieurs prix internationaux et a été diffusée dans de nombreux musées et festivals en Europe et dans le monde. L'œuvre fait partie du mouvement d’art vidéo.

## Description
Star Life est une œuvre vidéo réalisée en 1990 par Philippe Andrevon à l’École Nationale Supérieure des Beaux-Arts de Lyon. Dans cette vidéo Philippe Andrevon anime couche par couche tous les protagonistes d’un monde imaginaire dans lequel chaque personnage est une star du cinéma international. Découpés image par image et réanimés en boucle à la palette graphique, les acteurs et actrices se retrouvent projetés dans cinq tranches de la vie quotidienne (À la plage, dans le bus, au café, au supermarché et en boite de nuit). Chaque séquence dure une minute. Star Life est récompensée de plusieurs prix en France et en Europe (dont le Prix Computer Animation à Ars Electronica 1990, Autriche) et est diffusée dans de nombreux musées et festivals internationaux. La vidéo est disponible depuis janvier 2024 dans son intégralité sur internet.
Le film utilise des images de Fred Astaire, Lauren Bacall, Brigitte Bardot, Jean-Paul Belmondo, Ingrid Bergman, Humphrey Bogart, Claudia Cardinale, Charlie Chaplin, Cyd Charisse, Sean Connery, Doris Day, James Dean, Alain Delon, Catherine Deneuve, Kirk Douglas, Jane Fonda, Glenn Ford, Greta Garbo, Ava Gardner, Paulette Goddard, Cary Grant, Rita Hayworth, Tippi Hedren, Alfred Hitchcock, Louis Jouvet, Buster Keaton, Grace Kelly, James Mason, Marilyn Monroe, Paul Newman, Jack Nicholson, Maureen O’Sullivan, Gregory Peck, Gérard Philipe, Michel Piccoli, Robert Redford, Ginger Rogers, Jane Russell, Eva Marie Saint, Jean Seberg, Michel Simon, James Stewart, Jacques Tati, Elizabeth Taylor, Erich von Stroheim, Orson Welles.

## Analyse critique
Au pays des stars de cinéma, vivantes et mortes, cinq reportages virtuels qui pourraient aussi représenter la revanche du petit écran sur le grand. Un duel, sous forme de règlement de comptes, entre la froideur des pixels et le mythe de la pellicule. Les géants de l’écran animés par ordinateur et réduits à une taille pratique à manipuler, tous ensemble dans un film, vivants ou morts, aussi longtemps qu’on le souhaite. Mort au cinéma ! (Critique de 1990, traduite et adaptée de l’allemand)

## Prix
- Prix Computer Animation à Ars Electronica[6],[7] 1990 (Autriche)
- Prix de la DRAC au festival Vidéo Arts Plastiques Hérouville St Clair[2] 1990 (France)
- Mention spéciale à la biennale de WRO 91[8] (Pologne)

## Expositions et Festivals
- Ateliers 1992[9], à l’ARC, Musée d’Art Moderne de la Ville de Paris (France)
- Ici Paris (Europe)[10] : nouvelles tendances de la vidéo en France, Musée national d’art moderne, Centre Georges Pompidou à Paris (France). L’exposition à ensuite voyagé en Europe, notamment au Museo Nacional Centro de Arte Reina Sofía[11] à Madrid (Espagne)
- Young European Creators Forum[12]
- Chicago Film Festival (USA)
- Imagina 90[12] (France)
- Liège International Festival 90[12] (Belgique)
- R.E.V.U.E.S. 90[12] (France)
- Video-arte 92[13], MUESTRA FRANCO COLOMBIANA (Colombie)
- Deutscher Videokunstpreis 1994[14] - ZKM | Karlsruhe (Allemagne)
- InfoART Pavilion - 95 Kwangju Biennale[15] (Corée du Sud)
- Il Cinema Ritrovato Festival 2002[16] - Cineteca Bologna (Italie)
- Zeitraffer / Time Lapse. Internationaler Medienkunstpreis 1992–2002[17] - ZKM | Karlsruhe (Allemagne)

## Diffusions Télévisuelles
- Canal+ (France)
- France2 (France)
- TV5[18] (International)

## Les épisodes[2]
- The beach
- The bus
- The café
- The supermarket
- The nightclub